# American 500 1967
American 500 1967 var ett stockcarlopp ingående i Nascar Grand National Series (nuvarande Nascar Cup Series) som kördes 31 oktober 1965 på den 1,0 mile (1,609 km) långa ovalbanan North Carolina Motor Speedway i Rockingham i North Carolina. Totalt avverkades 500 miles (804,672 km) fördelat på 500 varv. Banunderlaget var asfalt. Loppet vanns av Bobby Allison i en Ford på tiden 5:04.49 körande för Holman Moody. Allisons snitthastighet uppgick till 101,942 mph. Det var Allisons 17:e vinst av totalt 85 i karriären. Prispotten uppgick till 65 155 dollar, varav 16 300 dollar gick till segraren.

## Resultat
| Plc     | Nr | Förare            | Team/ bilägare              | Konstruktör | Start | Varv | Ledda varv |
| ------- | -- | ----------------- | --------------------------- | ----------- | ----- | ---- | ---------- |
| 1       | 11 | Bobby Allison     | Holman Moody                | Ford        | 3     | 500  | 164        |
| 2       | 17 | David Pearson     | Holman Moody                | Ford        | 1     | 466  | 36         |
| 3       | 99 | Paul Goldsmith    | Nichels Engineering         | Plymouth    | 9     | 499  | 0          |
| 4       | 27 | A.J. Foyt         | Matthews Racing             | Ford        | 10    | 498  | 25         |
| 5       | 16 | Gordon Johncock   | Bud Moore Engineering       | Mercury     | 7     | 497  | 1          |
| 6       | 53 | Bud Moore         | King Enterprises            | Dodge       | 18    | 488  | 0          |
| 7       | 4  | John Sears        | DeWitt Racing               | Ford        | 21    | 481  | 0          |
| 8       | 55 | Tiny Lund         | Lyle Stelter                | Ford        | 37    | 372  | 0          |
| 9       | 64 | Elmo Langley      | Langley-Woodfield Racing    | Ford        | 28    | 243  | 0          |
| 10      | 45 | Bill Seifert      | Seifert Racing              | Ford        | 36    | 457  | 0          |
| 11      | 97 | Red Farmer        | Gray Racing                 | Ford        | 22    | 458  | 0          |
| 12      | 49 | Ed Negre          | GC Spencer Racing           | Plymouth    | 27    | 446  | 0          |
| 13      | 29 | Dick Hutcherson   | Bondy Long                  | Ford        | 8     | 441  | 69         |
| 14      | 26 | LeeRoy Yarbrough  | Junior Johnson & Associates | Ford        | 8     | 405  | 0          |
| 15      | 54 | Whitey Gerkin     | Whitey Gerkin               | Ford        | 17    | 405  | 0          |
| 16      | 21 | Cale Yarborough   | Wood Brothers Racing        | Ford        | 4     | 388  | 109        |
| 17      | 07 | George Davis      | George Davis                | Chevrolet   | 35    | 382  | 0          |
| 18      | 34 | Wendell Scott     | Scott Racing                | Ford        | 39    | 337  | 0          |
| 19      | 3  | Buddy Baker       | Fox Racing                  | Dodge       | 11    | 324  | 0          |
| 20      | 87 | J.T. Putney       | Buck Baker Racing           | Ford        | 38    | 307  | 0          |
| 21      | 06 | Neil Castles      | Neil Castles                | Dodge       | 31    | 286  | 0          |
| 22      | 6  | Darel Dieringer   | Owens Racing                | Dodge       | 14    | 267  | 0          |
| 23      | 20 | Clyde Lynn        | Negre Racing                | Ford        | 42    | 252  | 0          |
| 24      | 39 | Friday Hassler    | Red Sharp                   | Chevrolet   | 26    | 246  | 0          |
| 25      | 12 | Donnie Allison    | Jon Thorne                  | Ford        | 13    | 245  | 0          |
| 26      | 10 | Bill Champion     | Champion Racing             | Ford        | 33    | 236  | 0          |
| 27      | 2  | Don White         | Nichels Engineering         | Dodge       | 23    | 114  | 0          |
| 28      | 43 | Richard Petty     | Petty Enterprises           | Plymouth    | 5     | 191  | 73         |
| 29      | 79 | Frank Warren      | Harold Rhodes               | Chevrolet   | 32    | 147  | 0          |
| 30      | 66 | Jimmy Clark       | i.u.                        | Ford        | 24    | 144  | 0          |
| 31      | 7  | Bobby Johns       | Shorty Johns                | Chevrolet   | 25    | 126  | 0          |
| 32      | 72 | Charlie Glotzbach | K&K Insurance Racing        | Dodge       | 19    | 80   | 0          |
| 33      | 44 | James Sears       | DeWitt Racing               | Ford        | 29    | 72   | 0          |
| 34      | 88 | Doug Cooper       | Buck Baker Racing           | Oldsmobile  | 34    | 59   | 0          |
| 35      | 14 | Jim Paschal       | Tom Friedkin                | Plymouth    | 12    | 56   | 0          |
| 36      | 71 | Bobby Isaac       | K&K Insurance Racing        | Dodge       | 16    | 56   | 0          |
| 37      | 42 | G.C. Spencer      | Petty Enterprises           | Plymouth    | 15    | 56   | 0          |
| 38      | 48 | James Hylton      | Bud Hartje                  | Dodge       | 20    | 55   | 0          |
| 39      | 38 | Wayne Smith       | Archie Smith                | Chevrolet   | 43    | 52   | 0          |
| 40      | 9  | Roy Tyner         | Truett Rodgers              | Chevrolet   | 40    | 33   | 0          |
| 41      | 25 | Jabe Thomas       | Robertson Racing            | Ford        | 44    | 21   | 0          |
| 42      | 1  | Jack Bowsher      | Jack Bowsher & Associates   | Ford        | 2     | 17   | 11         |
| 43      | 92 | Bobby Wawak       | Wawak Racing                | Plymouth    | 30    | 16   | 0          |
| 44      | 76 | Earl Brooks       | Don Culpepper               | Ford        | 41    | 15   | 0          |
| Källor: |    |                   |                             |             |       |      |            |